# Salustiano Candia
Salustiano Sebastián Candia Galeano (Asunción, 8 luglio 1983) è un calciatore paraguaiano, difensore dell'Ovetense.

## Palmarès

### Club

#### Competizioni nazionali
- División Intermedia (Paraguay): 1

2 de Mayo: 2005
- Primera B Nacional: 1

Olimpo: Clausura 2007
- Campionato paraguaiano: 2

Olimpia: Clausura 2015
Libertad: Apertura 2017